# Erlenbach ZH
| ZH ist das Kürzel für den Kanton Zürich in der Schweiz. Es wird verwendet, um Verwechslungen mit anderen Einträgen des Namens Erlenbach zu vermeiden. |

Erlenbach 1919, Aufnahme von Walter Mittelholzer

Erlenbach, auch Erlenbach am Zürichsee genannt, ist eine politische Gemeinde und ein Dorf in der Schweiz. Die Gemeinde liegt am unteren rechten Zürichseeufer an der «Goldküste» im Bezirk Meilen im Kanton Zürich. Ihr Mundartname: Eerlibach.

## Geographie
Fläche: 288,7 ha, davon 43,1 % Siedlungen, 24,2 % Landwirtschaft, 22,6 % Wald, 9,7 % Verkehr und 1,1 % Gewässer.
Die Nachbargemeinden sind Küsnacht im Norden und Herrliberg im Süden.
Erlenbach-Winkel ist ein prähistorischer Siedlungsplatz am Zürichsee auf dem Gebiet der Gemeinde Erlenbach.

## Geschichte
Dendrochronologische Untersuchungen nach Tauchgängen 1966–1998 und archäologische Ausgrabungen 1977–1978 in Erlenbach-Winkel wiesen Siedlungsphasen der Pfyner Kultur (2766 v. Chr.) und der Schnurkeramik in der prähistorischen Erlenbacher Ufersiedlung nach und ermöglichten eine Teilrekonstruktion der neolithischen Seeufersiedlung im Winkel.
Anlässlich eines Gütertauschs zwischen dem Grafen von Lenzburg und dem Kloster Einsiedeln wurde «Erlibach» im Jahre 981 laut dem Glarner Historiker und Politiker Aegidius Tschudi erstmals schriftlich erwähnt.
Im Zusammenhang mit dem alten Zürichkrieg kam es auch in Erlenbach zu Kampfhandlungen: 1444 fand das Erste Gefecht bei Erlenbach, 1445 das Zweite Gefecht bei Erlenbach statt.

## Wappen
Blasonierung
In Blau ein silbernes Stabkreuz.
Das Gemeindewappen zeigt ein Stabkreuz, das in seiner ursprünglichen Form dem Wappen der Johanniter entnommen wurde. Es stammt von 1597 und verweist auf die Abgabepflichten der Erlenbacher gegenüber dem Johanniterhaus Küsnacht, die bis 1703 andauerten. Im Original von 1597 besteht das Wappen aus einem facettierten Tatzenkreuz auf schwarzem Grund.

## Bevölkerung
| Bevölkerungsentwicklung | Bevölkerungsentwicklung | Bevölkerungsentwicklung | Bevölkerungsentwicklung | Bevölkerungsentwicklung | Bevölkerungsentwicklung | Bevölkerungsentwicklung | Bevölkerungsentwicklung | Bevölkerungsentwicklung | Bevölkerungsentwicklung | Bevölkerungsentwicklung |
| ----------------------- | ----------------------- | ----------------------- | ----------------------- | ----------------------- | ----------------------- | ----------------------- | ----------------------- | ----------------------- | ----------------------- | ----------------------- |
| Jahr                    | 1400                    | 1764                    | 1850                    | 1900                    | 1910                    | 1950                    | 1970                    | 1990                    | 2000                    | 2010                    |
| Einwohner               | 200                     | 683                     | 978                     | 1207                    | 1510                    | 3448                    | 4523                    | 4377                    | 4609                    | 5247                    |

- Ausländeranteil: 16,0 %.
- Religion: 45,4 % reformiert, 28,9 % römisch-katholisch.

## Politik
Bei den Kantonsratswahlen 2011 betrugen die Stimmenanteile in Erlenbach:
SVP 28,48 %, FDP 28,18 %, glp 12,64 %, SP 12,49 %, Grüne 8,08 %, CVP 5,81 %, EVP 1,44 %, BDP 1,36 %.
Bei den Nationalratswahlen 2023 betrugen die Wähleranteile in Erlenbach:
FDP 30,10 % (−0,15), SVP 28,36 % (+3,08), glp 13,07 % (−3,27), SP 11,14 % (+1,60), Grüne 6,94 % (−3,63), Mitte 6,88 % (+1,36), EVP 0,94 % (−0,06).
Der Gemeindepräsident ist Philippe Zehnder (parteilos).
| Mitglieder des Erlenbacher Gemeinderats (2018–2022) | Mitglieder des Erlenbacher Gemeinderats (2018–2022) | Mitglieder des Erlenbacher Gemeinderats (2018–2022)                          | Mitglieder des Erlenbacher Gemeinderats (2018–2022) |
| Name                                                | Amtsantritt                                         | Funktion                                                                     | Partei                                              |
| --------------------------------------------------- | --------------------------------------------------- | ---------------------------------------------------------------------------- | --------------------------------------------------- |
| Philippe Zehnder                                    |                                                     | Gemeindepräsident und Sicherheit, Verkehr, Gesundheit                        | parteilos                                           |
| Martin Dippon                                       |                                                     | Hochbau-, Tiefbau-, Planungsvorstand                                         | FDP                                                 |
| Tabea Giger                                         |                                                     | Schulpräsidentin und Bildungsvorständin                                      | parteilos                                           |
| Ludwig Näf                                          |                                                     | Liegenschaftenvorstand                                                       | FDP                                                 |
| Huyen Phan Sturm                                    |                                                     | Finanzvorständin                                                             | GLP                                                 |
| Susanne Rieder                                      |                                                     | Tiefbau- und Umweltvorständin                                                | GLP                                                 |
| Maya Suter                                          |                                                     | Gesellschaftsvorständin (Soziales, Kultur, Freizeit & Sport, Jugend & Alter) | parteilos                                           |

## Städtepartnerschaft
- Erlenbach am Main
- Erlenbach im Simmental
- Safiental

## Kirchen
In Erlenbach gibt es zwei Kirchen:
- Die reformierte Kirche Erlenbach steht am Seeufer. Sie wurde in den Jahren 1888 bis 1891 nach Plänen des Architekten Friedrich Wehrli im neugotischen Stil erbaut.
- Die katholische Kirche St. Agnes steht gegenüber der reformierten Kirche und wurde 1974 bis 1975 erbaut. An ihrer Fassade hängt eine Plastik des Künstlers Silvio Mattioli.

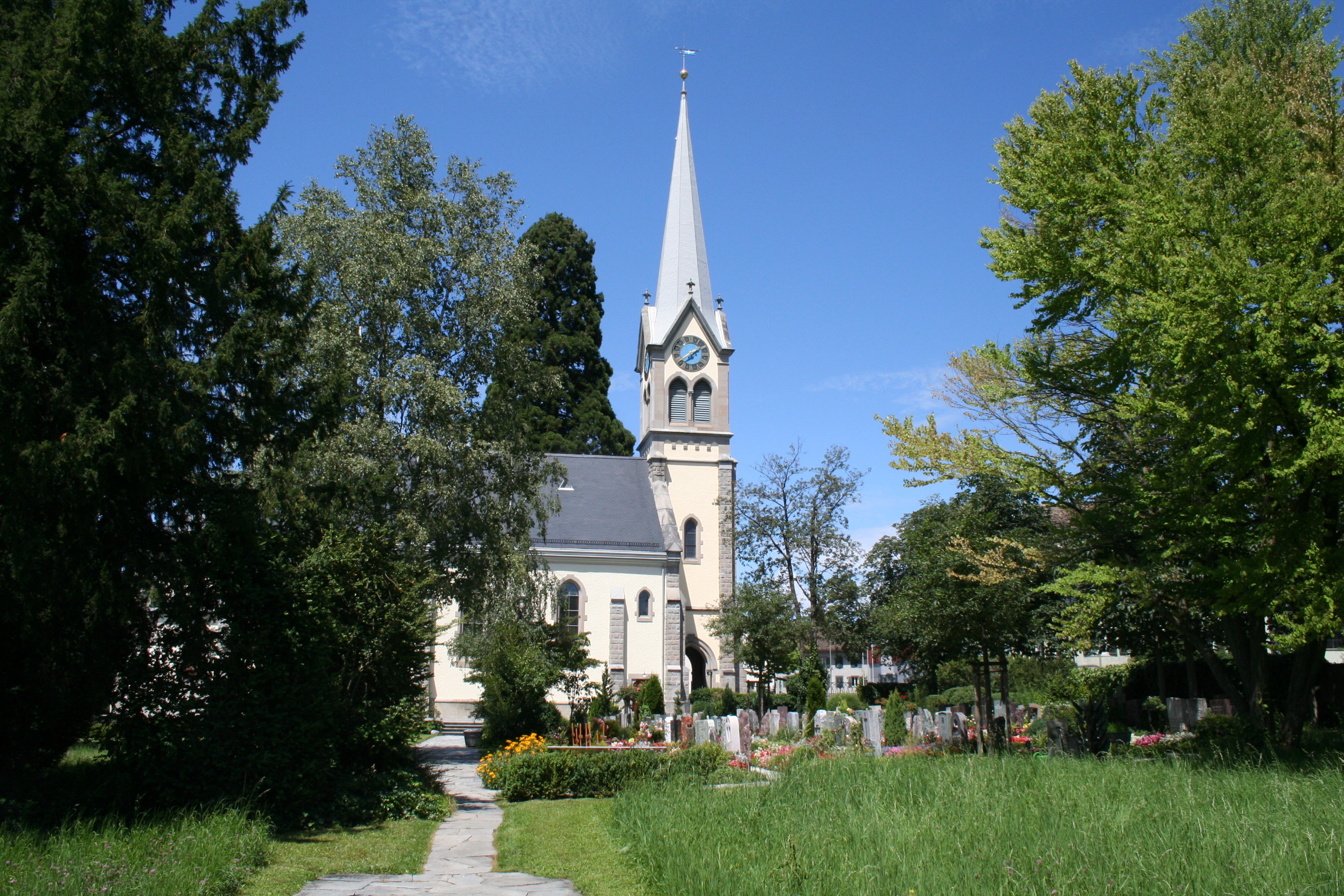
Reformierte Kirche von 1890
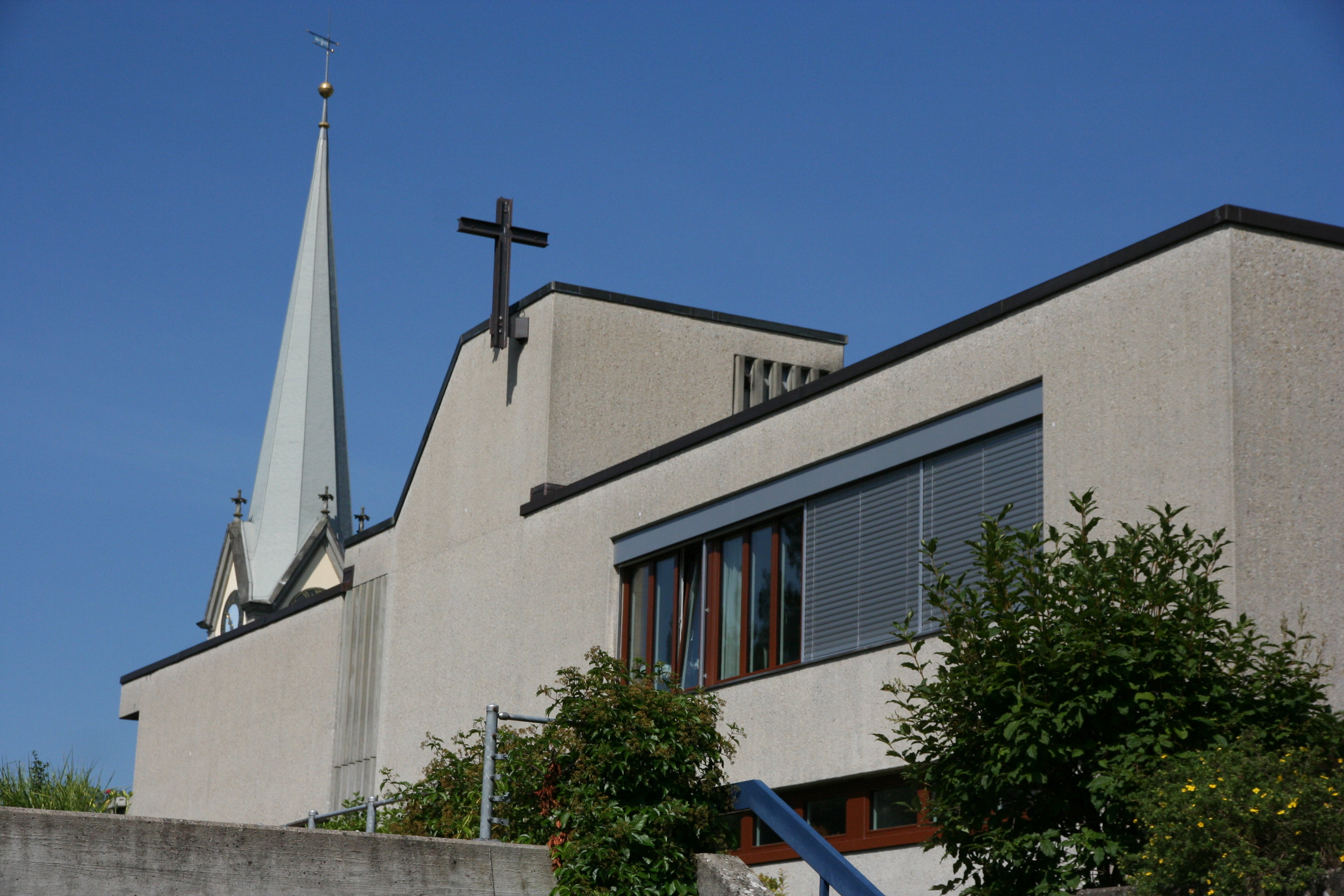
Katholische Kirche St. Agnes von 1975 mit reformiertem Kirchturm
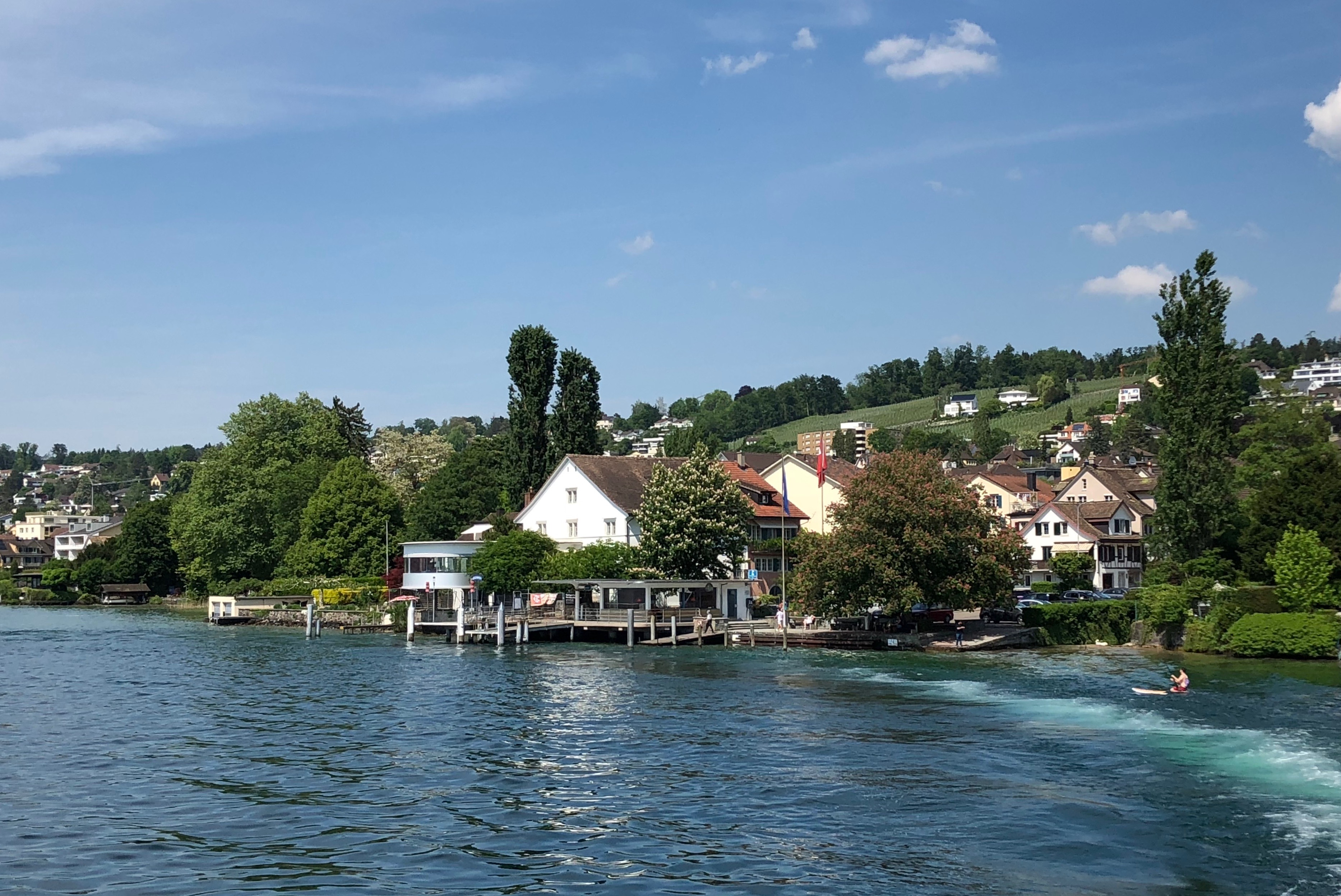
Schiffsteg
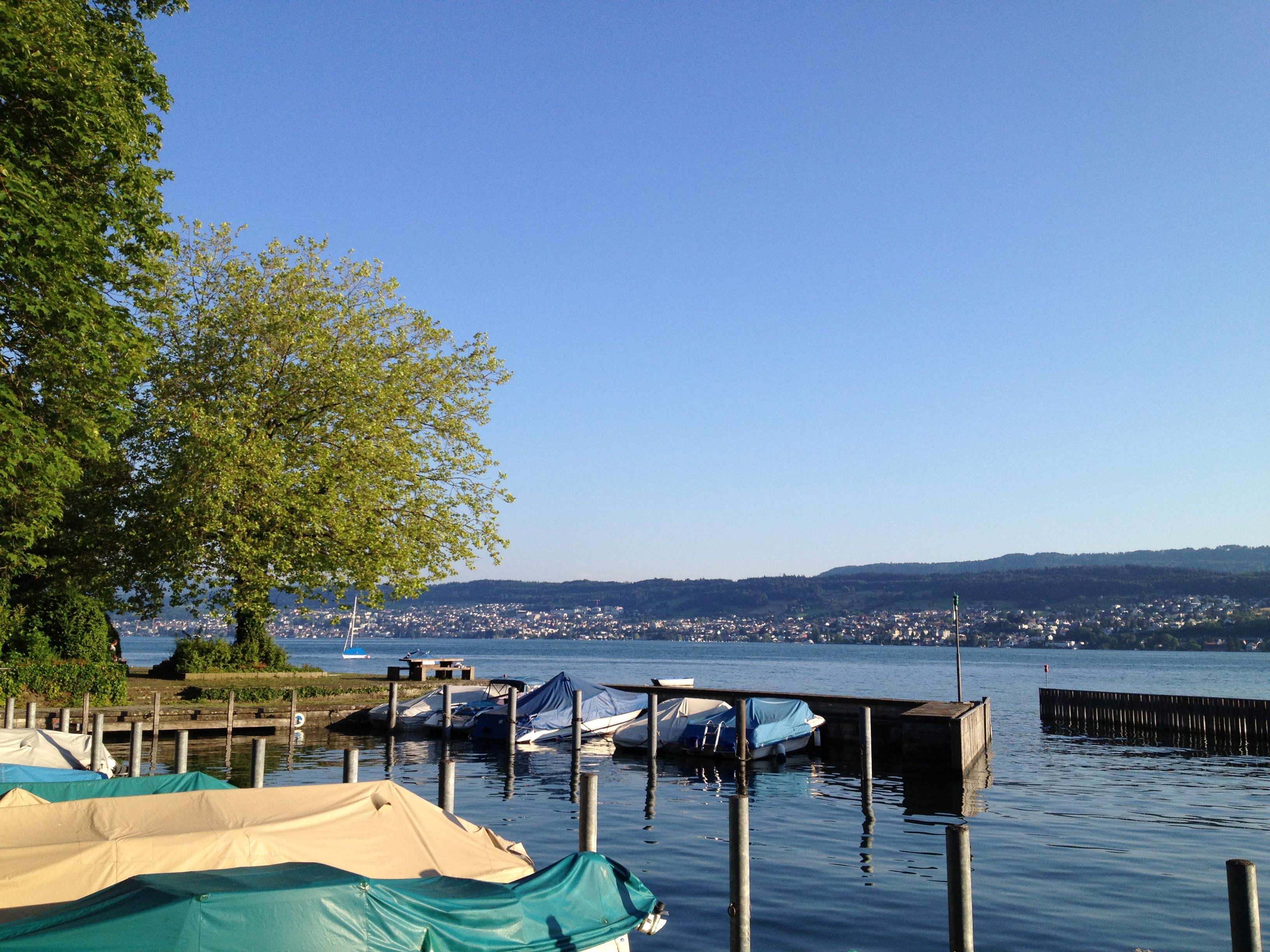
Hafen

## Sport
Der FC Blau-Weiss Erlenbach ist ein Fussballverein aus Erlenbach. Der Verein spielt zurzeit in der 5. Liga der Schweizerischen Fussballmeisterschaft. Die Heimspiele werden auf dem Sonnenfeld ausgetragen.

## Persönlichkeiten
- Justus Heer (1840–1886), evangelischer Pfarrer
- Rudolf Aeberly (1859–1927), Lyriker und Landwirt
- Helmuth Plessner (1892–1985), Philosoph, Soziologe, Anthropologe, in Erlenbach begraben
- Eduard Imhof (1895–1986), Kartograf
- Kurt von Fischer (1913–2003), Schweizer Musikwissenschaftler und Lehrstuhlinhaber in Zürich, wohnte in Erlenbach
- Theo Müller (* 1940), deutscher Unternehmer
- Franz B. Humer (* 1946), österreichisch-schweizerischer Manager
- Corinna T. Sievers (* 1965), deutsche Schriftstellerin
- Heribert Rausch (* 1942), Jurist
- René Schwarzenbach (* 1945), Chemiker und Hochschullehrer
- Carlo Brunner (* 1955), Komponist und Kapellmeister
- Katharina Geiser (* 1956), Schriftstellerin
- Richard Wolff (* 1957), Geograph, Stadtsoziologe und Politiker
- Andreas Russenberger (* 1968), Schriftsteller und ehemaliger Bankmanager, lebt in Erlenbach
- Thomas Forrer (* 1972), Kantonsrat (Grüne)